# Концано
Концано (італ. Conzano, п'єм. Consan) — муніципалітет в Італії, у регіоні П'ємонт,  провінція Алессандрія.
Концано розташоване на відстані близько 480 км на північний захід від Рима, 60 км на схід від Турина, 18 км на північний захід від Алессандрії.
Населення — 992 особи (2014).
Щорічний фестиваль відбувається 13 грудня. Покровитель — Santa Lucia.

## Демографія
Населення за роками:

Станом на 1 січня 2023 року в муніципалітеті офіційно проживали 32 іноземці з 14 країн, серед них 12 громадян країн Євросоюзу та 5 громадян України.

## Сусідні муніципалітети
- Каманья-Монферрато
- Казале-Монферрато
- Лу
- Оччим'яно